# Constance Phillott
Constance Phillott (Bloomsbury, 1842-Hampstead, 30 de marzo de 1931) fue una pintora y sufragista británica, conocida por los paisajes y retratos.

## Biografía
Phillott nació en Bloomsbury, Londres. Fue la segunda hija del médico Arthur Phillott (1813-1853) y Frances Caroline Frend (1811-1912). Su madre, que murió a los 102 años, era hija del reformador William Frend. Tenía una hermana mayor, Mary Agnes (1840-1921), que se casó con John Robert Seeley en 1869, y una hermana menor, Edith Frend Phillott (1852-1927). Se  educó en la Royal Academy of Arts, junto con su primo William Frend De Morgan y la posterior esposa de este, la pintora prerrafaelista Mary Evelyn Pickering.
Phillott expuso en varias sociedades, incluida La Royal Academy y La Society of British Artists, y en galerías como la Grosvenor Gallery, y fue elegida asociada de la Royal Watercolour Society. Phillott declaró su apoyo al sufragio femenino y, en 1889, se unió a la Sociedad Nacional para el Sufragio de las Mujeres.
No hay rastro de su obra después de la década de 1880, y no hay una explicación clara de las razones. Sin embargo, en 1891 sí que hay constancia de que Phillott visitó una escuela de niñas en Hampstead como acuarelista.
A veces titulaba sus trabajos con poesías. En su cuadro Oft had I heard of Lucy Gray, de la época en que vivió en 25g Stanhope Stree de Londres, se encontró una nota pegada al dorso con un fragmento de la poesía que lo inspiró. Su trabajoThe Herdsmen of Admetus se incluyó en el libro Women Painters of the World. Es conocida por el paisaje, los retratos y otros temas.
Phillott nunca se casó, y siguió viviendo con su madre, que enviudó temprano, y con su hermana soltera Edith, principalmente en Hampstead. Murió en su casa de Hampstead, el 30 de marzo de 1931, y fue enterrada en St John-at-Hampstead el 2 de abril de ese año.

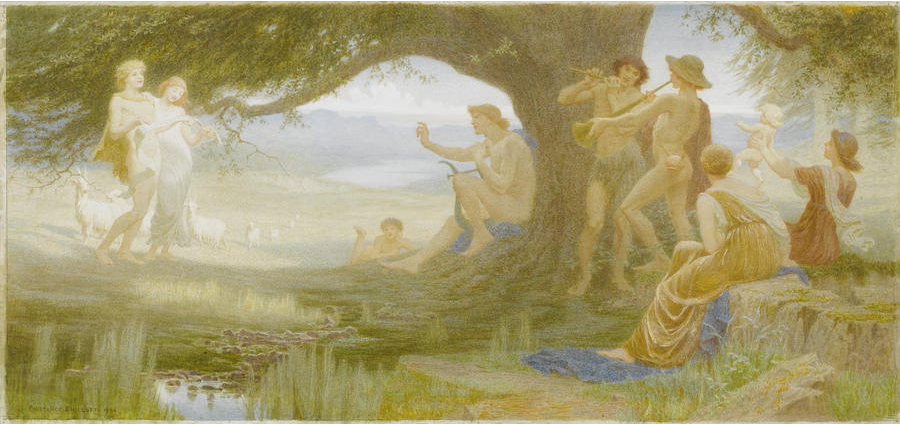
The Herdsmen of Admetus

En 1997, su acuarela "Demetriki llamada Tito" fue incluida en la exposición English Realist Watercolors, 1830-1915 en la Shepherd Gallery.